# 岡山市立上道中学校
岡山市立上道中学校（おかやましりつ じょうとうちゅうがっこう）は、岡山県岡山市東区南古都にある公立中学校。

## 沿革
- 1947年（昭和22年）：上道郡平島村御休村角山村組合立上道中学校として創設。
- 1953年（昭和28年）：合併により上道郡上道町立上道中学校と改称。
- 1971年（昭和46年）：合併により岡山市立上道中学校と改称。

## 校訓
- 強固な意志　豊かな情操　責任ある行動

## 部活動
- 陸上部[2]
- サッカー部
- バレーボール部
- バスケットボール部
- バドミントン部
- 野球部
- ソフトテニス部
- 美術部
- 吹奏楽部
- パソコン部

## 出身者
- 藤原史織（元お笑いタレント・女優, 旧芸名：ブルゾンちえみ）
- 渋野日向子（プロゴルファー）
- 苔口卓也（サッカー選手）
- 馬場翔大（陸上競技選手）

## 通学区域が隣接している学校
- 岡山市立西大寺中学校
- 岡山市立旭東中学校
- 岡山市立瀬戸中学校
- 瀬戸内市立長船中学校
- 瀬戸内市立邑久中学校